# Feminismo militante en la Revolución Francesa

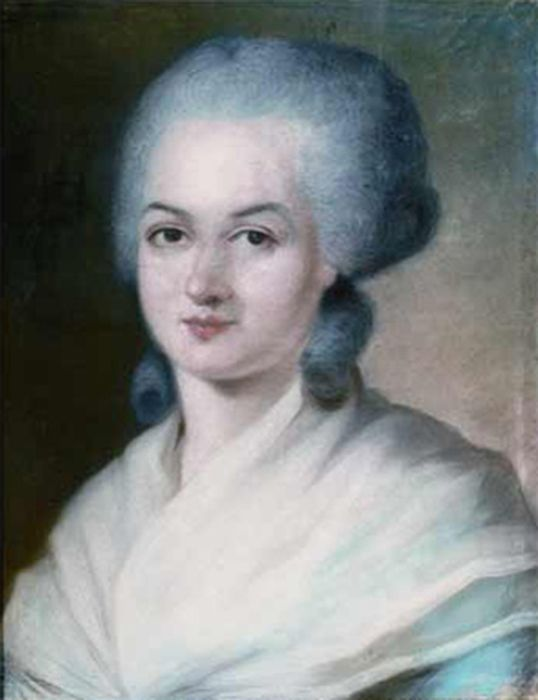
Detalle del retrato de Olympe de Gouge realizado por Kucharski

En la Francia prerrevolucionaria, la mayoría de las mujeres tenían poca participación formal en los asuntos fuera del hogar. Antes de la revolución y la llegada del feminismo en Francia, el papel oficial de las mujeres en la sociedad consistía en proporcionar herederos a sus maridos y ocuparse de las tareas del hogar. Si bien las mujeres de las clases altas desempeñaban un papel influyente en la sociedad a través del salón literario, las mujeres en general eran consideradas simplonas, incapaces de comprender o dar una contribución significativa a las conversaciones filosóficas o políticas de la época. Sin embargo, con el surgimiento de ideas como «libertad, igualdad y fraternidad», las mujeres de Francia unieron sus voces al caos de la revolución temprana. Éste fue el comienzo del feminismo en Francia. Con manifestaciones como la Marcha de las Mujeres en Versalles y la Manifestación del 20 de junio de 1792, las mujeres mostraron su compromiso con la Revolución. Tanto la Declaración de los Derechos de la Mujer y de la Ciudadana como la creación de la Sociedad de Mujeres Republicanas Revolucionarias transmitieron aún más su mensaje de los derechos de las mujeres como una necesidad para el nuevo orden de la revolución.

## Desigualdad durante la revolución
Durante la revolución, los médicos y los científicos desempeñaron un papel importante en la forma en que la sociedad veía a las mujeres. Muchos médicos plantearon la hipótesis de que las mujeres no podían participar en la política y otros aspectos del gobierno porque su fisiología y anatomía eran muy diferentes a las de los hombres. Los científicos, médicos y personas de profesiones afines afirmaron que aquellos con cráneos compactos no podían practicar ni seguir las ciencias (Nature's Body 7). 
La participación de las mujeres en la política se consideraba inútil porque los hombres debían tener en cuenta los valores y necesidades de sus esposas, hijas, hermanas y seres queridos.
Se creía que las mujeres tenían las mismas creencias, ideales y deseos que los hombres sobre Francia.

## Marcha de mujeres a Versalles
La Marcha de las Mujeres a Versalles es un ejemplo de activismo militante protofeminista durante la Revolución Francesa. Aunque según todos los informes la marcha estuvo compuesta abrumadoramente por mujeres, no hicieron demandas explícitamente feministas. En los años anteriores a la Revolución, hubo escasez de alimentos en Francia. La gente de todo el país se agitó y pidió garantías de alimentos, pero la respuesta de la monarquía fue insuficiente. En octubre de 1789, las mujeres de las plazas de París comenzaron a marchar hacia Versalles, impulsadas por los revolucionarios. A medida que marchaban, atrajeron una gran multitud, que culminó con el asedio del palacio y el transporte de la familia real al Palacio de las Tullerías.
Aunque la multitud estaba liderada por hombres como Stanislas-Marie Maillard, el llamado de las mujeres por el pan y su persistencia para ver sus demandas satisfechas marcaron el tono de los eventos posteriores liderados por mujeres en la Revolución. Su determinación quedó ejemplificada por el relato de una mujer que participó en la marcha, la mujer Cheret. «Los honorables miembros de la Asamblea Nacional, al comprender que las mujeres estaban absolutamente comprometidas a persistir hasta que hubiera algo definitivo para siempre, acordaron con nuestras doce diputadas.» Si bien la marcha no fue un evento inherentemente feminista, las mujeres de la marcha recordaron la victoria de "nuestras ciudadanas vestidas de gloria, regresaron en carruaje a expensas de su majestad, al ayuntamiento de París". Las mujeres de la marcha fueron recordadas por la posteridad de la Revolución Francesa como "Madres de la Nación".

## Exigiendo armas
Pauline Léon, el 6 de marzo de 1791, presentó una petición firmada por 319 mujeres a la Asamblea Nacional solicitando permiso para formar una garde national para defender París en caso de invasión militar. León solicitó que se concediera a las mujeres permiso para armarse con picas, pistolas, sables y rifles, así como el privilegio de realizar ejercicios de instrucción con los guardias franceses. Su solicitud fue denegada. Más tarde, en 1792, Théroigne de Méricourt hizo un llamamiento a la creación de «legiones de amazonas» para proteger la revolución. Como parte de su llamado, afirmó que el derecho a portar armas transformaría a las mujeres en ciudadanas.

## Participación en manifestaciones
El 5 de octubre de 1789, más de ochocientas mujeres tomaron el Hotel de Ville. Las mujeres quemaron todos los papeles y archivos que encontraron porque ninguno de ellos tenía relación alguna con sus derechos como ciudadanos franceses. También registraron el hotel en busca de armas y municiones. Las mujeres no encontraron ninguna munición. Sin embargo, encontraron picas y dos cañones. Tomaron las picas y los cañones y luego fueron seguidos por la guardia nacional de Lafayette. La guardia nacional fue enviada para sofocar las protestas.
El 20 de junio de 1792, varias mujeres armadas participaron en una procesión que «pasó por los salones de la Asamblea Legislativa, por los jardines de las Tullerías y luego por la residencia del Rey». Las mujeres militantes también asumieron un papel especial en el funeral de Jean-Paul Marat, tras su asesinato el 13 de julio de 1793. Como parte del cortejo fúnebre, llevaron la bañera en la que Marat había sido asesinado, así como una camisa manchada con la sangre de Marat.
Más tarde, el 20 de mayo de 1795, las mujeres estuvieron a la cabeza de una multitud que exigía «pan y la Constitución de 1793». Cuando su protesta pasó desapercibida, las mujeres se descontrolaron, «saqueando tiendas, apoderándose de granos y secuestrando a funcionarios».

## El papel de la mujer en la sociedad
Aunque la mayoría de la gente en la sociedad creía que las mujeres no debían participar en la política y debían quedarse en casa y criar a los niños, algunas mujeres sí desempeñaban un papel importante en la política. Este artículo no se centra en las protestas en las que participaron muchas mujeres en Francia. Esas protestas marcaron la escena política en Francia durante la Revolución. Durante la Revolución Francesa, las mujeres pudieron escribir y publicar revistas políticas. La Tribune des femmes y Foi nouvelle: Livre des actes eran revistas políticas escritas y publicadas principalmente por mujeres. Las empresas que publicaban estas revistas tenían que pagar un impuesto de timbre que sólo se necesitaba cuando se publicaba una revista política, lo que hacía que estas dos revistas fueran políticas. Después de la publicación de la Gazette des femmes, el gobierno intervino y prohibió específicamente a las mujeres publicar diarios políticos.

## Declaración de los derechos de la mujer y de la ciudadana
Aunque en gran medida fueron ignoradas en sus esfuerzos por aumentar los derechos de los ciudadanos en la Declaración de los Derechos del Hombre y del Ciudadano, activistas como Pauline Léon y Théroigne de Méricourt lucharon por la ciudadanía plena para las mujeres. Sin embargo, a las mujeres se les negaron «los derechos políticos de "ciudadanía activa" (1791) y de ciudadanía democrática (1793)». En 1791, Olympe de Gouges publicó un documento vital de la Revolución, la Declaración de los Derechos de la Mujer y de la Ciudadana. En él, de Gouges replicó la Declaración de los Derechos del Hombre y del Ciudadano, pero modificó el lenguaje para reflejar las preocupaciones de los derechos de las mujeres en Francia. Dirigió su declaración a la Reina, María Antonieta, suplicándole que "trabaje por la restauración de la moral, para dar a su sexo todo el crédito que se merece".
Aunque este documento no tuvo grandes repercusiones sociales en Francia durante la época de la Revolución, de Gouges reveló las profundidades de la cultura misógina a través de la reacción a su obra. Tras su publicación, fue juzgada por tener "tendencias realistas", evidenciadas aún más por sus panfletos políticos y el descubrimiento de su obra de teatro a medio escribir, La France sauvée ou le tyran détrondé. Aunque según de Gouges, la acusación se basó en un malentendido de sus textos como antirrevolucionarios, la historiadora feminista Janie Vanpée tomó la postura de que su juicio "no fue por sostener opiniones del lado equivocado del espectro político, sino más bien por articular opiniones políticas en absoluto". La ejecución de De Gouges en 1793, una de las tres únicas mujeres ejecutadas durante el Reinado del Terror, solidificó su evaluación de los hombres dentro de la Revolución como "pretendiendo disfrutar de la Revolución y reclamar sus derechos a la igualdad solo para no decir nada más al respecto".

## Sociedad de Mujeres Republicanas Revolucionarias
El activismo feminista militante más radical fue practicado por la Sociedad de Mujeres Republicanas Revolucionarias, fundada por Léon y su colega Claire Lacombe el 10 de mayo de 1793. El objetivo del club era "deliberar sobre los medios de frustrar los proyectos de los enemigos de la República". Hasta 180 mujeres asistían a las reuniones de la Sociedad. De especial interés para la Sociedad era "combatir el acaparamiento [de granos y otros productos básicos] y la inflación ".

## Apoyo
Condorcet fue un firme defensor de los derechos de las mujeres. Él creía que al no permitir que las mujeres participaran en la política, se les negarían derechos que correspondían a los hombres y se negarían derechos a los legisladores que votan para ocupar puestos políticos. Los legisladores no podrían votar por una mujer para ocupar un puesto en el gobierno incluso si consideraran que es apta para el cargo. Según Condorcet, las mujeres eran tan capaces como los hombres, excepto cuando se trataba de la guerra. Él creía que las mujeres no eran tan capaces como los hombres en la guerra debido a las diferencias en la estructura corporal, el físico y la necesidad de tomar una licencia cuando nace su hijo.

## Reacción
La mayoría de estas mujeres aparentemente activistas fueron castigadas por sus acciones. El tipo de castigo recibido durante la Revolución incluía la denuncia pública, el arresto, la ejecución o el exilio. Théroigne de Méricourt fue arrestada, azotada públicamente y luego pasó el resto de su vida condenada a un manicomio. Pauline Léon y Claire Lacombe fueron detenidas, luego liberadas y continuaron recibiendo burlas y abusos por su activismo. Muchas de las mujeres de la Revolución fueron incluso ejecutadas públicamente por "conspirar contra la unidad y la indivisibilidad de la República".

## Legado
Éstos son sólo algunos ejemplos del protofeminismo militante que prevaleció durante la Revolución Francesa. Aunque durante la Revolución se lograron pocos avances hacia la igualdad de género, el activismo de las mujeres francesas y las protofeministas fue audaz y particularmente significativo en París. Aunque la cultura francesa durante la época de la Revolución era en gran medida misógina, mujeres líderes como Madame Roland, Olympe de Gouges y Charlotte Corday fueron contra los roles tradicionales de género y lucharon contra la mentalidad de la mujer como pasiva, sin educación y políticamente ignorante. Según la autora e historiadora Catherine R. Montfort, "una mujer siempre es una mujer biológicamente, pero las formas en que puede serlo están construidas por su cultura". Los efectos de la Revolución Francesa sobre los derechos de las mujeres son objeto de debate entre los historiadores. Para algunos, la Revolución Francesa erosionó los derechos de las mujeres al disminuir su papel en la vida pública debido a las medidas represivas que implementaron los jacobinos. Sin embargo, para otros, el cambio psiquiátrico que permitió a las mujeres establecer una conciencia basada en el género y las reformas al matrimonio, el divorcio y la propiedad generaron un cambio significativo e innovador para las identidades feministas y el futuro del movimiento feminista.